# دير المتعة (مسرحية)
دير المتعة (بالإنجليزية: The Convent of Pleasure)‏ هي مسرحية كوميدية إنجليزية من الأدب الإنجليزي الحديث المبكر، كتبتها مارغريت كافنديش. تدور المسرحية حول مجموعة من النساء غير المتزوجات اللاتي يختارن تجنب آلام الرجال والزواج من خلال إنشاء مجتمعهم الخاص. السيدة هابي، امرأة نبيلة اختارت رفض الزواج لصالح إنشاء مجتمع «الدير» حيث يمكنها هي وغيرها من النساء ذوات المولد النبيل العيش متحررات من قيود النظام الأبوي. تستكشف المسرحية مُثُلًا طوباوية وتتساءل عن الأدوار المتوقعة للمرأة في المجتمع الإنجليزي في القرن السابع عشر.
نُشرت المسرحية في لندن تحت اسم الكاتبة كافنديش، وهو شيء نادر ان تكتب امرأة مسرحية في ذلك الوقت، لم يستطيع النساء حينها نشر عمل كهذا تحت اسمهم. لم تحاول كافنديش عرض المسرحية نظرًا لأن المسرحية عبارة عن مسرح ذهني. ومن المهم أيضًا معرفة أن زوجها، ويليام كافنديش، ربما هو من كتب نهاية المسرحية وساعدها في نشر بعض أعمالها، كما يدل على ذلك عبارة «كُتِبَت بواسطة دوق نيوكاسل» فوق هذه المشاهد.

## خلفية
مارغريت كافنديش، دوقة نيوكاسل أبون تاين (1623–1673)، كانت شاعرة وفيلسوفة وكاتبة إنجليزية بارزة. وُلِدت في عائلة ملكية، وواجهت اضطرابات كبيرة خلال الحرب الأهلية الإنجليزية، مما أثر بشكل كبير على مساعيها الأدبية والفلسفية. غالبًا ما تستكشف أعمالها موضوعات مثل النوع الاجتماعي والطبيعة والأدوار المجتمعية، مما يعكس نهجها غير التقليدي تجاه معايير عصرها.
صدر أول منشور رئيسي لها، قصائد وخيالات، عام 1653 وأثبت صوتها المميز في الأدب. أنتجت كافنديش طوال حياتها المهنية مجموعة واسعة من الأعمال، بما في ذلك المسرحيات والمقالات والأطروحات الفلسفية، ومن الجدير بالذكر أن سردها «العالم المشتعل» (بالإنجليزية: The Blazing World)‏ يمثل رؤية طوباوية ونقدًا للمجتمع الأبوي، مما يسلط الضوء على اهتمامها بالفلسفة الطبيعية ودور المرأة في الخطاب الفكري.
على الرغم من أنها واجهت تحديات كبيرة ككاتبة في القرن السابع عشر، إلا أن مساهمات كافنديش في الأدب والفلسفة كانت كبيرة. وكانت واحدة من أوائل النساء اللاتي انخرطن في مناقشات الجمعية الملكية، ودعت إلى إدراج أصوات النساء في المناقشات العلمية. إن مزيجها الفريد من الخيال والاستقصاء الفلسفي يجعلها شخصية رائدة في الأدب الحديث المبكر والفكر النسوي.
تستكشف مسرحية دير المتعة موضوعات استقلالية المرأة ورغبتها، تقدم كافنديش مجتمعًا خياليًا من النساء اللاتي يتراجعن عن القيود المجتمعية ليخلقن المدينة الفاضلة الخاصة بهن، مع التركيز على أهمية الحرية الشخصية والسعي إلى الهوية الذاتية. تتحدى المسرحية من خلال التوصيفات الغنية والقصص الخيالية الأدوار التقليدية للجنسين وتدافع عن تمكين المرأة، مما يجعلها مساهمة كبيرة في الأدب النسوي المبكر.

## الشخصيات
اسماء الشخصيات في هذه المسرحية تحمل دلالات على صفاتهم:
- السيدة هابي / سيدة سعيدة (بالإنجليزية: Lady Happy)‏: امرأة ثرية غير متزوجة ترث ملكية والدها وتقرر عزل نفسها بالداخل مع مجموعة من النساء الأخريات بدلاً من العثور على رجل للزواج منه.
- السيدة ميديِتور / سيدة وسيطة (بالإنجليزية: Madam Mediator)‏: أرملة وصديقة للسيدة هابي، لا تنضم السيدة الوسيطة إلى دير المتعة، لكن يُسمح لها بالزيارة.
- الأميرة / الأمير (بالإنجليزية: The Princess)‏: وهو أحد الخاطبين، يتنكر في هيئة امرأة للانضمام إلى الدير ويقع في حب السيدة هابي. أُطلق على هذه الشخصية اسم «الأميرة» في الطبعة الأولى وفي معظم أجزاء المسرحية،[9] يكشف السفير قرب نهاية المسرحية أن الأميرة هي في الواقع أمير مفقود، ومنذ ذلك الحين، تُسمى الشخصية «الأمير» بدلاً من «الأميرة».[10]
- السيد تيك بليجر / سيد جالب السرور (بالإنجليزية: Monsieur Take-Pleasure)‏: القائد غير الرسمي لمجموعة من الرجال الذين يريدون إغلاق الدير، وينضم إليه رجله ديك، وكذلك السيد فاسيل، والسيد أدفايزر، والسيد كورتلي.
- السيدة أمورِس / سيدة عاطفية (بالإنجليزية: Lady Amorous)‏ والسيدة فيرتشو / سيدة فضيلة (بالإنجليزية: Lady Virtue)‏: امرأتان متزوجتان تعيشان خارج الدير، كما أنهما أصدقاء السيدة وسيطة.
- مِمِك / مقلد (بالإنجليزية: Mimick)‏: أحمق في خدمة السيدة الفضيلة، كما أنه يسلم خاتمة المسرحية.

تظهر أيضاً العديد من الشخصيات الثانوية في المسرحية.

## الملخص

### الفصل الأول
يناقش ثلاثة رجال وفاة والد السيدة هابي ويخططون لمحاكمتها لأنها أصبحت الآن ثرية. تخبر السيدة هابي السيدة الوسيطة أنها تريد العيش مع نساء أخريات وتجنب الرجال.

### الفصل الثاني
يعارض الرجال خطة السيدة هابي لأنها تمنعهم من الزواج منها، فهم يريدون الحصول على مالها. يحاولون إقناع الدولة بإغلاق الدير. تزور السيدة الوسيطة الدير باعتبارها وسيط بين الرجال والدير، وتسمع من السيدة هابي والأخريات عن حياتهم السعيدة هناك، ذكرت الوسيطة إشاعة عن رغبة أميرة في الانضمام. يخطط الرجال للتسلل متنكرين بزي النساء لكنهم يفشلون.

### الفصل الثالث
تصل الأميرة إلى الدير وتلاحظ أن العديد من النساء يقترنن بشكل رومانسي، وبعضهن يرتدين زي الرجال. تطلب الأميرة أن تلعب دور العاشق مع السيدة هابي، والتي توافق بدورها. تؤدي النساء مسرحية عن المصاعب التي يسببها الرجال، مثل السُّكر والعنف وآلام الولادة. تعارض الأميرة هذا الأمر بشكل طفيف، قائلة إن الكثير من الناس سعداء بالزواج.

### الفصل الرابع
ترتدي السيدة هابي زي راعية الغنم، وتشعر بالإرهاق من حبها للأميرة، تصل الأميرة وهي ترتدي زي الراعي ومن ثم تتعانق وتقبل السيدة هابي. تحاول امرأة أخرى جذب السيدة هابي لكن ترفض، وتقرر الأميرة البقاء مع السيدة هابي.

### الفصل الخامس
تكشف السيدة الوسيطة وجود رجل متنكر بزي امرأة في الدير. يُكشَف عن الأميرة على أنها أمير. يهدد الأمير بأخذ السيدة هابي بالقوة إذا لم تسمح الدولة بزواجهما. تتوسل السيدة الوسيطة إلى رجال البلدة للحفاظ على سر الأمير، لكنهم يقولون إنه معروف بالفعل. تنتهي المسرحية بزواج الأمير والسيدة هابي ورقصهما ووعدهما بالحفاظ على الدير للعذارى والأرامل.

## المواضيع

### نقد الزواج
«دير المتعة» هي إحدى مسرحيات كافنديش التي تتخيل المدينة الفاضلة النسوية حيث تعمل المرأة على تحسين حياتها من خلال تجنب الزواج، والسؤال الرئيسي هو ما «إذا كان زواج السيدة هابي في النهاية هو نهاية سعيدة؟»، أم أنه «اعتراف بأن الزواج أمر لا مفر منه بالنسبة لمعظم النساء؟».
تسلط المسرحية الضوء على عدم المساواة الاقتصادية في الزواج الحديث المبكر، حيث تصبح ممتلكات المرأة ملكًا لزوجها، ويعتبر هذا عائقا أمام الزواج على أساس الرفقة. تقول المسرحية إن الزواج هو في الأساس علاقة اقتصادية تخسر فيها الزوجات. تحافظ السيدة هابي على ثروتها برفض الزواج وتخرج نفسها من التبادل الاقتصادي، مما يهدد النظام الأبوي. يطلب السيد فاسيل من الدولة إغلاق دير السيدة هابي لـ«صالح الكومنولث».
تسلط المسرحية الضوء أيضًا على السلبيات غير الاقتصادية لزواج المرأة، مثل الضعف الجسدي، ومخاطر الولادة، والقيود العاطفية الناجمة عن التبعية. تنتقد السيدة هابي هذه القيود الاجتماعية، ويصور الدير داخل المسرحية معاناة الزواج ويمثل رفضًا قويًا له. تظهر الحياة في الدير على أنها أفضل للنساء، مما يمنحهن المزيد من الاستقلالية والمتعة.
بالنظر إلى هذه الانتقادات، فإن تحليل المسرحية ينظر إلى ما يجعل علاقة السيدة السعيدة مع الأمير (الأمير) سعيدة على الأرجح. زواج كافنديش السعيد والجوانب الإيجابية لعلاقة السيدة السعيدة والأمير يشير إلى إمكانية الزواج غير الهرمي والتعاوني.

### الملابس المغايرة وأدب المثليين
تتضمن الحبكة الرئيسية للمسرحية ارتداء الملابس المغايرة، وهو موضوع شائع في المسرح الحديث المبكر، وخاصة مسرحيات شكسبير الكوميدية. نظرًا لأن الأمير(ة) يرتدي زي امرأة، تظهر المسرحية وهي تعرض قصة حب مثلية. يرى بعض النُقاد أن هذا مجرد خيال قصير عن السحاقيات، وينتهي بزواج تقليدي بين الجنسين، بينما يرى آخرون أنه أول تصوير للحب السحاقي في الأدب الإنجليزي، مما يساهم في تاريخ الأدب الكويري (أدب المثليين). يشير كلا وجهتي النظر إلى أن الرغبة المثلية تتحدى الزواج التقليدي.
بينما ينصب التركيز في المسرحية على ارتداء الملابس المغايرة والحب بين الأنثى والأنثى، لاحظ بعض النُقاد ذكورة الأمير، حيث تذكر السيدة هابي غالبًا كيف أن «خادمها ذكوري». يُنظر إلى علاقتهما الرومانسية على أنها غير طبيعية، لكن الأمير(ة) مرتاحة في ملابس الرجال. يفاجئ هذا ارتداء الملابس المتقاطعة بين الذكور والإناث ويكسر الأعراف المتعلقة بالجنس، مما يعزز التفسير الغريب للمسرحية.
يستكشف العلماء المعاصرون أيضًا اللاجنسية في المسرحية. تتمتع السيدة هابي بالمتعة بدون الرجال، بعيدًا عن التدقيق العام، ويرى البعض أن علاقتها بالأمير(ة) يمكن أن تكون لاجنسية. تؤكد المسرحية على الشهوانية أكثر من الحياة الجنسية، ولم تعبر السيدة السعيدة ولا الأمير(ة) عن الحاجة إلى الإشباع الجنسي، وهذا ما يزيد من السرد الكويري، إذ أن العلاقات بين نساء الدير تكون حادة ورومانسية، لكنها ليست جنسية.